# Ficus capreifolia
Ficus capreifolia là một loài thực vật có hoa trong họ Moraceae. Loài này được Delile mô tả khoa học đầu tiên năm 1843.

## Hình ảnh

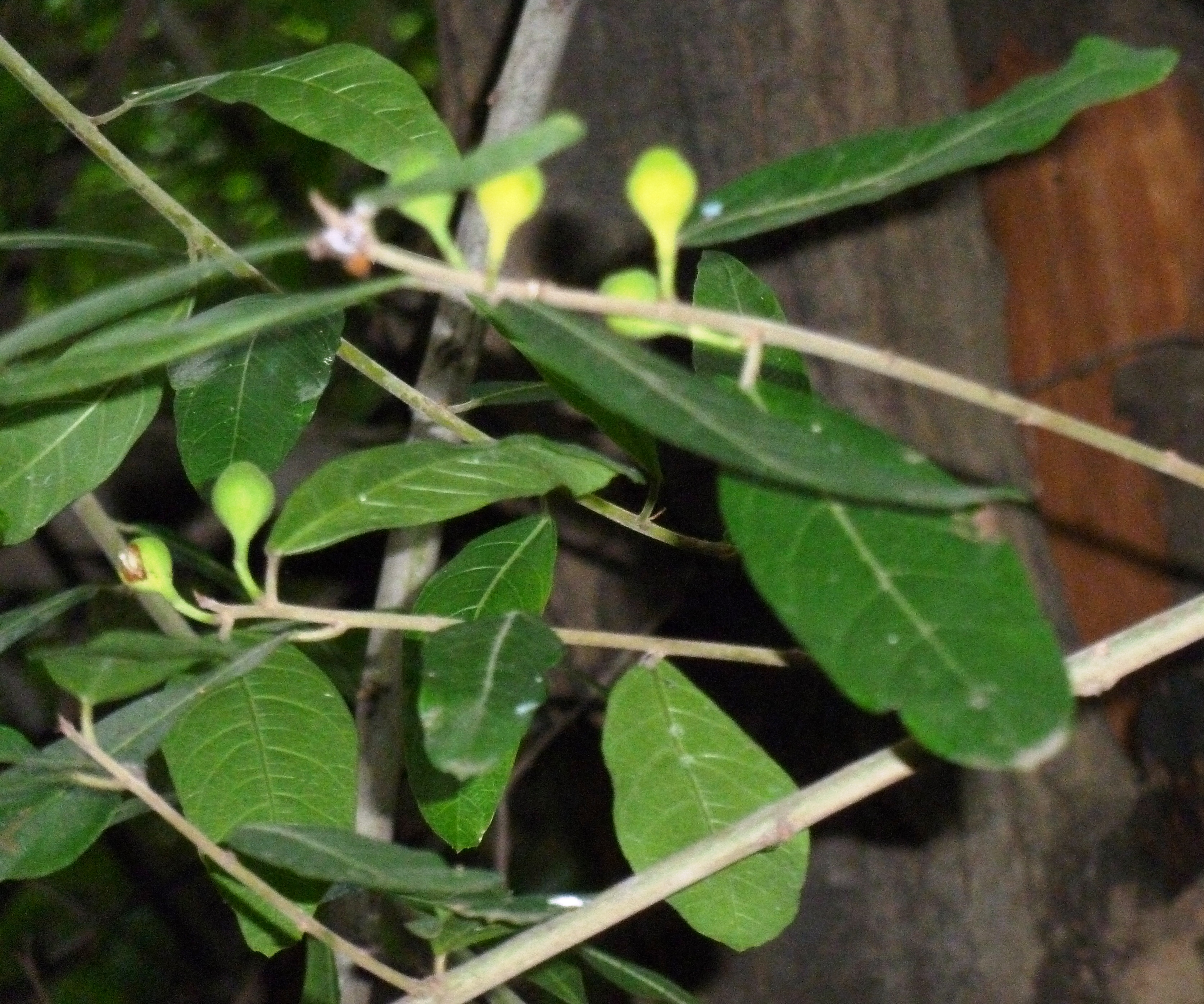
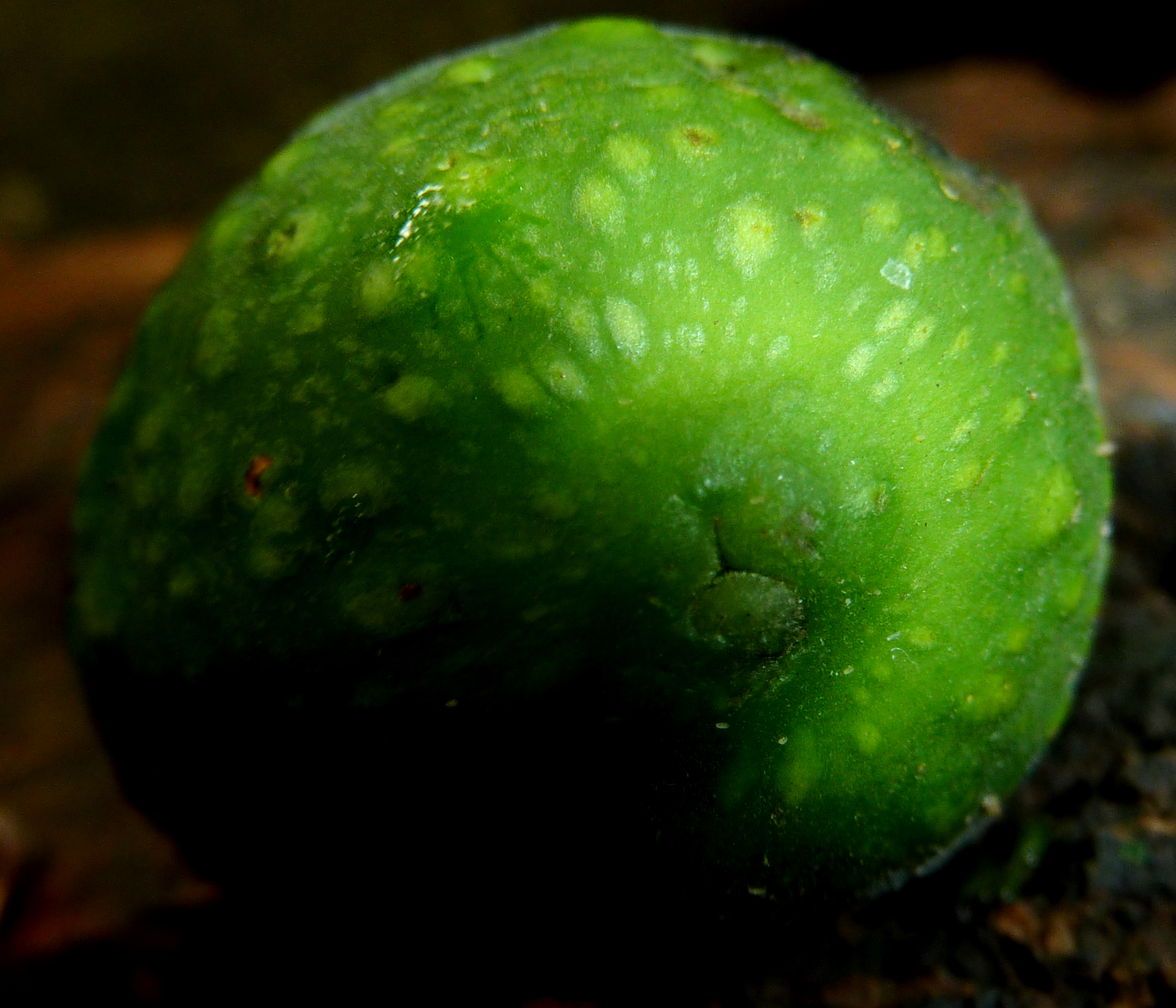
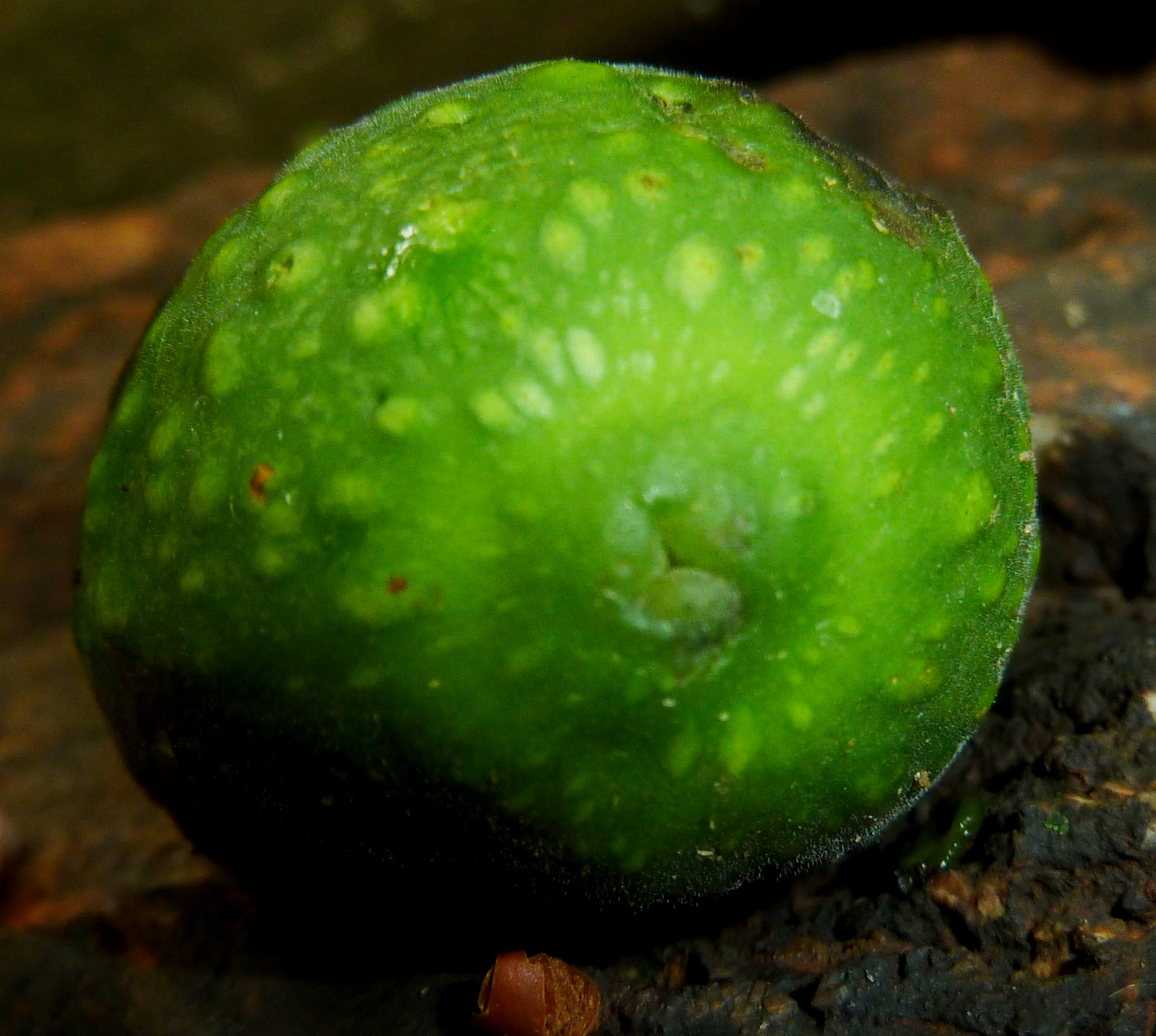